# Золотий кубок КОНКАКАФ 2017 (склади)
12 національних команд, що беруть участь в турнірі, мали зареєструвати заявку з 23 гравців. Лише гравці з цієї заявки мають право брати участь в турнірі.
Попередній список з 40 гравців мав бути представлений КОНКАКАФ 2 червня 2017 року. Остаточний список з 23 гравців мав бути представлений КОНКАКАФ 27 червня 2017 року. Три гравця у збірній повинні бути воротарі.
Збірні команди, що досягають чвертьфіналу, могли поміняти до шести гравців з заявки із шістьма гравцями з попереднього списку протягом 24 годин після їх останнього матчу групового етапу. Чотири з восьми команди, які подолали груповий етап, використали цю можливість, причому господарі, збірна США, скористалися цим правом у повному обсязі, змінивши відразу шістьох гравців у своїй заявці перед початком стадії плей-оф. Знаком  позначені футболісти, замінені після групового етапу. Знаком  позначені футболісти, включені у заявку після групового етапу.
| Група A                                      | Група B                        | Група C                          |
| -------------------------------------------- | ------------------------------ | -------------------------------- |
| Гондурас Коста-Рика Французька Гвіана Канада | США Панама Мартиніка Нікарагуа | Мексика Сальвадор Кюрасао Ямайка |

## Група A

### Канада
Головний тренер:  Октавіо Самбрано
| №  | Поз. | Гравець              | Дата народження (вік)           | Ігри | Голи | Клуб                 |
| -- | ---- | -------------------- | ------------------------------- | ---- | ---- | -------------------- |
| 1  | ВР   | Максим Крепо         | 11 квітня 1994 (вік 23 роки)    | 1    | 0    | Монреаль Імпакт      |
| 2  | ЗХ   | Фрейзер Ейрд         | 2 лютого 1995 (вік 22 роки)     | 6    | 1    | вільний агент        |
| 3  | ЗХ   | Манджрекар Джеймс    | 5 серпня 1993 (вік 23 роки)     | 11   | 2    | Вашаш                |
| 4  | ЗХ   | Сем Адекугбе         | 16 січня 1995 (вік 22 роки)     | 3    | 0    | Ванкувер Вайткепс    |
| 5  | ЗХ   | Деян Якович          | 16 липня 1985 (вік 31 рік)      | 35   | 0    | Нью-Йорк Космос      |
| 6  | ПЗ   | Самюель П'єтт        | 12 листопада 1994 (вік 22 роки) | 31   | 0    | Ісарра               |
| 7  | ПЗ   | Рассел Тейберт       | 22 грудня 1992 (вік 24 роки)    | 18   | 1    | Ванкувер Вайткепс    |
| 8  | ПЗ   | Скотт Арфілд         | 1 листопада 1988 (вік 28 років) | 7    | 0    | Бернлі               |
| 9  | НП   | Лукас Кавалліні      | 28 грудня 1992 (вік 24 роки)    | 3    | 0    | Пеньяроль            |
| 10 | ПЗ   | Джуніор Гойлетт      | 5 червня 1990 (вік 27 років)    | 12   | 0    | Кардіфф Сіті         |
| 11 | НП   | Тозейнт Рікеттс      | 6 серпня 1987 (вік 29 років)    | 55   | 15   | Торонто              |
| 12 | ПЗ   | Альфонсо Дейвіс      | 2 листопада 2000 (вік 16 років) | 1    | 0    | Ванкувер Вайткепс    |
| 13 | ПЗ   | Рахім Едвардс        | 17 липня 1995 (вік 21 рік)      | 1    | 0    | Торонто              |
| 14 | ПЗ   | Марк-Ентоні Кей      | 2 грудня 1994 (вік 22 роки)     | 1    | 0    | Луїсвілл Сіті        |
| 15 | ЗХ   | Адам Стрейт          | 11 вересня 1990 (вік 26 років)  | 43   | 0    | Едмонтон             |
| 16 | НП   | Ентоні Джексон-Гемел | 3 серпня 1993 (вік 23 роки)     | 4    | 2    | Монреаль Імпакт      |
| 17 | ЗХ   | Марсель де Йонг      | 15 жовтня 1986 (вік 30 років)   | 51   | 3    | Ванкувер Вайткепс    |
| 18 | ВР   | Мілан Борян          | 23 жовтня 1987 (вік 29 років)   | 33   | 0    | Лудогорець           |
| 19 | ЗХ   | Стівен Віторія       | 11 січня 1987 (вік 30 років)    | 5    | 1    | Лехія (Гданськ)      |
| 20 | ПЗ   | Патріс Берньє        | 23 вересня 1979 (вік 37 років)  | 54   | 2    | Монреаль Імпакт      |
| 21 | ПЗ   | Джонатан Осоріо      | 12 червня 1992 (вік 25 років)   | 16   | 1    | Торонто              |
| 22 | ВР   | Джейсон Лойтвілер    | 25 квітня 1989 (вік 28 років)   | 2    | 0    | Шрюсбері Таун        |
| 23 | ПЗ   | Майкл Петрассо       | 9 липня 1995 (вік 21 рік)       | 2    | 0    | Квінз Парк Рейнджерс |
| 24 | НП   | Кайл Ларін           | 17 квітня 1995 (вік 22 роки)    | 20   | 5    | Орландо Сіті         |

### Коста-Рика
Головний тренер: Оскар Рамірес
Рональд Матарріта покинув команду через травму і був замінений на Хуана Пабло Варгаса.
| №  | Поз. | Гравець            | Дата народження (вік)            | Ігри | Голи | Клуб               |
| -- | ---- | ------------------ | -------------------------------- | ---- | ---- | ------------------ |
| 1  | ВР   | Леонель Морейра    | 4 квітня 1990 (вік 27 років)     | 6    | 0    | Ередіано           |
| 2  | ЗХ   | Джонні Акоста      | 21 липня 1983 (вік 33 роки)      | 56   | 2    | Ередіано           |
| 3  | ЗХ   | Джанкарло Гонсалес | 8 лютого 1988 (вік 29 років)     | 56   | 2    | Болонья            |
| 4  | ЗХ   | Мікаель Уманья     | 16 липня 1982 (вік 34 роки)      | 98   | 1    | Картагінес         |
| 5  | ЗХ   | Кеннер Гутьєррес   | 9 червня 1989 (вік 28 років)     | 2    | 0    | Алахуеленсе        |
| 6  | ЗХ   | Хосе Сальватьєрра  | 10 жовтня 1989 (вік 27 років)    | 30   | 0    | Алахуеленсе        |
| 7  | НП   | Давід Рамірес      | 28 травня 1993 (вік 24 роки)     | 12   | 3    | Сапрісса           |
| 8  | ЗХ   | Браян Ов'єдо       | 18 лютого 1990 (вік 27 років)    | 33   | 1    | Сандерленд         |
| 9  | НП   | Аріель Родрігес    | 27 вересня 1989 (вік 27 років)   | 10   | 1    | Бангкок Глесс      |
| 10 | НП   | Браян Руїс         | 18 серпня 1985 (вік 31 рік)      | 97   | 22   | Спортінг (Лісабон) |
| 11 | ПЗ   | Йоган Венегас      | 27 листопада 1988 (вік 28 років) | 36   | 8    | Міннесота Юнайтед  |
| 12 | НП   | Хоель Кемпбелл     | 26 червня 1992 (вік 25 років)    | 71   | 14   | Арсенал (Лондон)   |
| 13 | ПЗ   | Родні Воллас       | 17 червня 1988 (вік 29 років)    | 19   | 3    | Нью-Йорк Сіті      |
| 14 | ПЗ   | Рендалл Асофейфа   | 30 грудня 1984 (вік 32 роки)     | 55   | 3    | Ередіано           |
| 15 | ЗХ   | Франсіско Кальво   | 8 липня 1992 (вік 24 роки)       | 22   | 1    | Міннесота Юнайтед  |
| 16 | ЗХ   | Крістіан Гамбоа    | 24 жовтня 1989 (вік 27 років)    | 54   | 3    | Селтік             |
| 17 | ПЗ   | Єльцин Техеда      | 17 березня 1992 (вік 25 років)   | 39   | 0    | Лозанна            |
| 18 | ВР   | Патрік Пембертон   | 24 квітня 1982 (вік 35 років)    | 33   | 0    | Алахуеленсе        |
| 19 | ПЗ   | Улісес Сегура      | 23 червня 1993 (вік 24 роки)     | 3    | 0    | Сапрісса           |
| 20 | ПЗ   | Давід Гусман       | 18 лютого 1990 (вік 27 років)    | 32   | 0    | Портленд Тімберз   |
| 21 | НП   | Марко Уренья       | 5 березня 1990 (вік 27 років)    | 48   | 10   | Сан-Хосе Ерсквейкс |
| 22 | ЗХ   | Хуан Пабло Варгас  | 15 червня 1995 (вік 22 роки)     | 1    | 0    | Ередіано           |
| 23 | ВР   | Денні Карвахаль    | 8 січня 1989 (вік 28 років)      | 2    | 0    | Альбасете          |
| 24 | ЗХ   | Кендалл Востон     | 1 січня 1988 (вік 29 років)      | 16   | 1    | Ванкувер Вайткепс  |
| 25 | НП   | Хосе Лейтон        | 6 серпня 1993 (вік 23 роки)      | 0    | 0    | Ередіано           |
| 26 | ЗХ   | Хамір Ордаїн       | 29 липня 1993 (вік 23 роки)      | 2    | 0    | Ередіано           |
| 27 | ПЗ   | Джиммі Марін       | 8 жовтня 1997 (вік 19 років)     | 0    | 0    | Ередіано           |

### Французька Гвіана
Головний тренер:  Марі-Роз Карем і Жаїр Карам
Флоран Малуда був визнаний КОНКАКАФ таким, що не має права виступів за збірну Французької Гвіани.
| №  | Поз. | Гравець             | Дата народження (вік)          | Ігри | Голи | Клуб          |
| -- | ---- | ------------------- | ------------------------------ | ---- | ---- | ------------- |
| 1  | ВР   | Сімон Люжьєр        | 2 серпня 1989 (вік 27 років)   | 0    | 0    | Сен-Мало      |
| 2  | ЗХ   | Юг Розіме           | 5 вересня 1984 (вік 32 роки)   | 0    | 0    | Матурі        |
| 3  | ЗХ   | Марвен Торвік       | 5 січня 1988 (вік 29 років)    | 26   | 1    | Кампобассо    |
| 4  | НП   | Руді Еванс          | 13 лютого 1988 (вік 29 років)  | 38   | 5    | Матурі        |
| 5  | ПЗ   | Седрік Фаб'єн       | 31 січня 1982 (вік 35 років)   | 2    | 0    | Тарб          |
| 6  | ЗХ   | Кевін Ріман         | 23 лютого 1991 (вік 26 років)  | 14   | 1    | ПСЖ-2         |
| 7  | ЗХ   | Антоні Суберві      | 24 квітня 1984 (вік 33 роки)   | 9    | 1    | Шамблі        |
| 8  | ЗХ   | Жан-Давід Легран    | 23 лютого 1991 (вік 26 років)  | 12   | 1    | Стад Борделе  |
| 9  | НП   | Арнольд Абелінті    | 9 вересня 1991 (вік 25 років)  | 3    | 2    | Дрансі        |
| 10 | ПЗ   | Лоїк Бааль          | 28 січня 1992 (вік 25 років)   | 8    | 0    | Бельфор       |
| 11 | НП   | Руа Конту           | 11 лютого 1985 (вік 32 роки)   | 12   | 2    | вільний агент |
| 12 | НП   | Мікаель Сольві      | 11 січня 1987 (вік 30 років)   | 13   | 3    | Матурі        |
| 13 | ПЗ   | Мігель Гаабо        | 1 вересня 1990 (вік 26 років)  | 9    | 1    | Етуаль Матурі |
| 14 | ЗХ   | Грегорі Леско       | 10 травня 1989 (вік 28 років)  | 10   | 0    | Шартр         |
| 15 | ПЗ   | Флоран Малуда       | 13 червня 1980 (вік 37 років)  | 2    | 0    | Делі Динамос  |
| 16 | ВР   | Жан-Бонюель Петі-Ом | 15 серпня 1990 (вік 26 років)  | 0    | 0    | Матурі        |
| 17 | ЗХ   | Інрік Бааль         | 10 лютого 1992 (вік 25 років)  | 3    | 0    | Каєнн         |
| 18 | НП   | Слоан Пріва         | 24 липня 1989 (вік 27 років)   | 3    | 6    | Генгам        |
| 19 | НП   | Жуль Гаабо          | 3 вересня 1993 (вік 23 роки)   | 1    | 0    | Етуаль Матурі |
| 20 | ПЗ   | Марк Едвіж          | 26 вересня 1986 (вік 30 років) | 18   | 1    | Каєнн         |
| 21 | НП   | Шакіль Дютар        | 21 вересня 1996 (вік 20 років) | 3    | 1    | Тарб          |
| 22 | ВР   | Донован Леон        | 3 листопада 1992 (вік 24 роки) | 10   | 0    | Брест         |
| 23 | ПЗ   | Людовік Бааль       | 24 травня 1986 (вік 31 рік)    | 10   | 3    | Ренн          |

### Гондурас
Головний тренер:  Хорхе Луїс Пінто
Ентоні Лосано і Роні Мартінес були включені до списку з 23 гравців для участі у турнірі, проте до США не поїхали, отримавши травми безпосередньо перед його початком.
| №  | Поз. | Гравець            | Дата народження (вік)           | Ігри | Голи | Клуб              |
| -- | ---- | ------------------ | ------------------------------- | ---- | ---- | ----------------- |
| 1  | ВР   | Луїс Лопес         | 13 вересня 1993 (вік 23 роки)   | 6    | 0    | Реал Еспанья      |
| 2  | ЗХ   | Фелікс Крісанто    | 9 вересня 1990 (вік 26 років)   | 5    | 0    | Мотагуа           |
| 3  | ЗХ   | Майнор Фігероа     | 2 травня 1983 (вік 34 роки)     | 136  | 4    | Даллас            |
| 4  | ЗХ   | Генрі Фігероа      | 28 грудня 1992 (вік 24 роки)    | 26   | 0    | Мотагуа           |
| 5  | ЗХ   | Евер Альварадо     | 30 листопада 1992 (вік 24 роки) | 14   | 1    | Олімпія           |
| 6  | ПЗ   | Браян Акоста       | 24 листопада 1993 (вік 23 роки) | 34   | 3    | Реал Еспанья      |
| 7  | ПЗ   | Карлос Діскуа      | 20 вересня 1984 (вік 32 роки)   | 29   | 2    | Мотагуа           |
| 8  | ПЗ   | Альфредо Мехія     | 3 квітня 1990 (вік 27 років)    | 32   | 1    | Шкода Ксанті      |
| 9  | НП   | Ентоні Лосано      | 25 квітня 1993 (вік 24 роки)    | 22   | 7    | Тенерифе          |
| 10 | ПЗ   | Александер Лопес   | 5 червня 1992 (вік 25 років)    | 9    | 0    | Олімпія           |
| 11 | ПЗ   | Роні Мартінес      | 16 серпня 1988 (вік 28 років)   | 15   | 2    | Баодін Їнглі      |
| 12 | НП   | Ромель Кіото       | 9 серпня 1991 (вік 25 років)    | 28   | 4    | Х'юстон Динамо    |
| 13 | ПЗ   | Серхіо Пенья       | 9 травня 1987 (вік 30 років)    | 0    | 0    | Реал Сосьєдад     |
| 14 | ПЗ   | Оскар Бонєк Гарсія | 4 вересня 1984 (вік 32 роки)    | 117  | 3    | Х'юстон Динамо    |
| 15 | ЗХ   | Альянс Варгас      | 25 вересня 1993 (вік 23 роки)   | 7    | 0    | Реал Еспанья      |
| 16 | НП   | Карлос Ланса       | 15 травня 1989 (вік 28 років)   | 0    | 0    | Хутікальпа        |
| 17 | НП   | Альберт Еліс       | 12 лютого 1996 (вік 21 рік)     | 17   | 3    | Х'юстон Динамо    |
| 18 | ВР   | Рікардо Каналес    | 30 травня 1982 (вік 35 років)   | 6    | 0    | Віда              |
| 19 | ЗХ   | Марсело Перейра    | 27 травня 1995 (вік 22 роки)    | 6    | 0    | Мотагуа           |
| 20 | ПЗ   | Хорхе Кларос       | 8 січня 1986 (вік 31 рік)       | 77   | 3    | Реал Еспанья      |
| 21 | ЗХ   | Браян Бекелес      | 28 листопада 1985 (вік 31 рік)  | 50   | 1    | Некакса           |
| 22 | ВР   | Доніс Ескобер      | 3 лютого 1981 (вік 36 років)    | 57   | 0    | Олімпія           |
| 23 | ЗХ   | Карлос Санчес      | 22 серпня 1990 (вік 26 років)   | 1    | 0    | Гондурас Прогресо |
| 24 | ПЗ   | Майкл Чирінос      | 17 червня 1995 (вік 22 роки)    | 9    | 0    | Олімпія           |
| 25 | НП   | Анхель Техеда      | 1 червня 1991 (вік 26 років)    | 11   | 0    | Реал Еспанья      |

## Група B

### Мартиніка
Головний тренер:  Жан-Марк Сіво
| №  | Поз. | Гравець              | Дата народження (вік)            | Ігри | Голи | Клуб                   |
| -- | ---- | -------------------- | -------------------------------- | ---- | ---- | ---------------------- |
| 1  | ВР   | Емманюель Верміньйон | 20 січня 1989 (вік 28 років)     | 17   | 0    | Клуб Колоніаль         |
| 2  | ЗХ   | Ніколя Заїр          | 7 грудня 1986 (вік 30 років)     | 39   | 2    | Клуб Францискен        |
| 3  | ЗХ   | Антуан Жан-Баптіст   | 20 січня 1991 (вік 26 років)     | 11   | 1    | Вільфранш              |
| 4  | ЗХ   | Флор'ян Нарциссо     | 20 травня 1991 (вік 26 років)    | 1    | 0    | Клуб Францискен        |
| 5  | ЗХ   | Карл Вітулєн         | 15 січня 1991 (вік 26 років)     | 34   | 2    | Самаритен              |
| 6  | ПЗ   | Дженгель Менже       | 18 лютого 1992 (вік 25 років)    | 18   | 3    | Клуб Францискен        |
| 7  | НП   | Грегорі Пастель      | 18 вересня 1990 (вік 26 років)   | 12   | 3    | Рів'єр-Пійот           |
| 8  | ЗХ   | Жорді Делєм          | 18 березня 1993 (вік 24 роки)    | 32   | 5    | Сіетл Саундерз         |
| 9  | НП   | Антоні Анжелі        | 21 березня 1990 (вік 27 років)   | 18   | 2    | Вольтіжер де Шатобріан |
| 10 | НП   | Стівен Лянжиль       | 4 березня 1988 (вік 29 років)    | 6    | 4    | Легія                  |
| 11 | НП   | Йоан Одель           | 12 грудня 1983 (вік 33 роки)     | 2    | 1    | вільний агент          |
| 12 | НП   | Йоанн Аркін          | 15 квітня 1988 (вік 29 років)    | 13   | 3    | вільний агент          |
| 13 | ПЗ   | Крістоф Жугон        | 10 липня 1995 (вік 21 рік)       | 11   | 0    | Клуб Францискен        |
| 14 | ПЗ   | Янн Тімон            | 1 січня 1990 (вік 27 років)      | 3    | 1    | Голден Лайон           |
| 15 | ЗХ   | Жеральд Дондон       | 4 жовтня 1986 (вік 30 років)     | 15   | 2    | Клуб Колоніаль         |
| 16 | ВР   | Лоїк Шове            | 30 квітня 1988 (вік 29 років)    | 9    | 0    | Казе Пійот             |
| 17 | НП   | Кевін Парсемен       | 13 лютого 1988 (вік 29 років)    | 41   | 27   | Голден Лайон           |
| 18 | ПЗ   | Жан-Емманюель Недра  | 11 березня 1993 (вік 24 роки)    | 15   | 0    | Айльон дю Ламентен     |
| 19 | ПЗ   | Даніель Ерель        | 17 жовтня 1988 (вік 28 років)    | 60   | 2    | Голден Лайон           |
| 20 | ПЗ   | Стефан Аболь         | 23 листопада 1991 (вік 25 років) | 37   | 7    | Клуб Францискен        |
| 21 | ЗХ   | Себастьян Кретенуар  | 12 лютого 1986 (вік 31 рік)      | 46   | 2    | Голден Лайон           |
| 22 | НП   | Джонні Маражо        | 21 жовтня 1993 (вік 23 роки)     | 5    | 0    | Клуб Францискен        |
| 23 | ВР   | Кевін Олімпа         | 10 березня 1988 (вік 29 років)   | 13   | 0    | вільний агент          |

### Нікарагуа
Головний тренер:  Генрі Дуарте
| №  | Поз. | Гравець          | Дата народження (вік)          | Ігри | Голи | Клуб                |
| -- | ---- | ---------------- | ------------------------------ | ---- | ---- | ------------------- |
| 1  | ВР   | Хусто Лоренте    | 27 лютого 1984 (вік 33 роки)   | 19   | 0    | Реал Естелі         |
| 2  | ЗХ   | Хосуе Квіхано    | 10 березня 1991 (вік 26 років) | 45   | 1    | Реал Естелі         |
| 3  | ЗХ   | Мануель Росас    | 14 жовтня 1983 (вік 33 роки)   | 31   | 2    | Реал Естелі         |
| 4  | ЗХ   | Генрі Ніньйо     | 3 жовтня 1997 (вік 19 років)   | 0    | 0    | Дір'янхен           |
| 5  | ЗХ   | Ерік Тельєс      | 28 січня 1989 (вік 28 років)   | 24   | 0    | Дір'янхен           |
| 6  | ЗХ   | Луїс Копете      | 12 лютого 1989 (вік 28 років)  | 25   | 3    | Комерсіантес Унідос |
| 7  | НП   | Карлос Чаваррія  | 2 травня 1994 (вік 23 роки)    | 22   | 5    | Реал Естелі         |
| 8  | ПЗ   | Марлон Лопес     | 2 листопада 1992 (вік 24 роки) | 26   | 0    | Реал Естелі         |
| 9  | ПЗ   | Даніель Кадена   | 9 лютого 1987 (вік 30 років)   | 19   | 3    | Ньярдвік            |
| 10 | ПЗ   | Луїс Галеано     | 15 жовтня 1991 (вік 25 років)  | 14   | 3    | Реал Естелі         |
| 11 | НП   | Хуан Баррера     | 2 травня 1989 (вік 28 років)   | 42   | 10   | Коммунікасьйонес    |
| 12 | ВР   | Дідріх Тельєс    | 31 жовтня 1984 (вік 32 роки)   | 14   | 0    | Ювентус Манагуа     |
| 13 | ПЗ   | Браян Гарсія     | 25 травня 1995 (вік 22 роки)   | 19   | 3    | Реал Естелі         |
| 14 | НП   | Еулісес Павон    | 6 січня 1993 (вік 24 роки)     | 18   | 2    | Сучитепекес         |
| 15 | ПЗ   | Бісмарк Монтьєль | 5 березня 1995 (вік 22 роки)   | 5    | 0    | Манагуа             |
| 16 | ПЗ   | Елвіс Пінель     | 18 грудня 1988 (вік 28 років)  | 29   | 1    | Реал Естелі         |
| 17 | ЗХ   | Бісмарк Веліс    | 10 вересня 1993 (вік 23 роки)  | 10   | 0    | Чинандега           |
| 18 | ПЗ   | Майкель Монтьєль | 27 січня 1990 (вік 27 років)   | 8    | 0    | УНАН Манагуа        |
| 19 | ПЗ   | Луїс Перальта    | 12 жовтня 1988 (вік 28 років)  | 18   | 1    | Вальтер Ферретті    |
| 20 | ЗХ   | Оскар Лопес      | 27 лютого 1992 (вік 25 років)  | 8    | 0    | Манагуа             |
| 21 | НП   | Хорхе Гарсія     | 27 серпня 1998 (вік 18 років)  | 5    | 1    | Вальтер Ферретті    |
| 22 | ЗХ   | Сіриль Еррінгтон | 30 березня 1992 (вік 25 років) | 7    | 0    | Реал Естелі         |
| 23 | ВР   | Генрі Марадьяга  | 5 лютого 1990 (вік 27 років)   | 0    | 0    | Реал Естелі         |

### Панама
Головний тренер:  Ернан Даріо Гомес
| №  | Поз. | Гравець            | Дата народження (вік)            | Ігри | Голи | Клуб                    |
| -- | ---- | ------------------ | -------------------------------- | ---- | ---- | ----------------------- |
| 1  | ВР   | Алекс Родрігес     | 8 травня 1990 (вік 27 років)     | 5    | 0    | Сан-Франциско           |
| 2  | ЗХ   | Мікаель Мурільйо   | 11 лютого 1996 (вік 21 рік)      | 10   | 1    | Нью-Йорк Ред Буллз      |
| 3  | ЗХ   | Анхель Патрік      | 27 лютого 1992 (вік 25 років)    | 5    | 0    | Кафеталерос де Тапачула |
| 4  | ЗХ   | Хан Карлос Варгас  | 13 березня 1995 (вік 22 роки)    | 4    | 0    | Тауро                   |
| 5  | ЗХ   | Фідель Ескобар     | 9 січня 1995 (вік 22 роки)       | 10   | 1    | Спортінг (Сан-Мігеліто) |
| 6  | ПЗ   | Габрієль Гомес     | 29 травня 1984 (вік 33 роки)     | 131  | 12   | Атлетіко Букараманга    |
| 7  | НП   | Рікардо Кларк      | 27 вересня 1992 (вік 24 роки)    | 2    | 0    | Боавішта                |
| 8  | ПЗ   | Едгар Барсенас     | 23 жовтня 1993 (вік 23 роки)     | 17   | 0    | Кафеталерос де Тапачула |
| 9  | НП   | Габрієль Торрес    | 31 жовтня 1988 (вік 28 років)    | 59   | 10   | Лозанна                 |
| 10 | НП   | Ісмаель Діас       | 12 травня 1997 (вік 20 років)    | 4    | 1    | Порту B                 |
| 11 | ПЗ   | Армандо Купер      | 26 листопада 1987 (вік 29 років) | 85   | 6    | Торонто                 |
| 12 | ВР   | Хосе Кальдерон     | 14 серпня 1985 (вік 31 рік)      | 23   | 0    | Реал Картахена          |
| 13 | ЗХ   | Родерік Міллер     | 4 березня 1992 (вік 25 років)    | 21   | 0    | Атлетіко Насьйональ     |
| 14 | ПЗ   | Валентин Піментель | 30 травня 1991 (вік 26 років)    | 18   | 1    | Пласа Амадор            |
| 15 | ЗХ   | Ерік Девіс         | 31 березня 1991 (вік 26 років)   | 32   | 0    | ДАК 1904                |
| 16 | ВР   | Орландо Москера    | 25 грудня 1994 (вік 22 роки)     | 0    | 0    | Тауро                   |
| 17 | ЗХ   | Луїс Овальє        | 7 вересня 1988 (вік 28 років)    | 15   | 0    | Самора                  |
| 18 | ПЗ   | Мігель Камарго     | 9 травня 1993 (вік 24 роки)      | 13   | 1    | Нью-Йорк Сіті           |
| 19 | ПЗ   | Хосіель Нуньєс     | 29 січня 1993 (вік 24 роки)      | 9    | 1    | Пласа Амадор            |
| 20 | ПЗ   | Анібаль Годой      | 10 лютого 1990 (вік 27 років)    | 75   | 1    | Сан-Хосе Ерсквейкс      |
| 21 | ПЗ   | Леслі Еральдес     | 30 березня 1993 (вік 24 роки)    | 0    | 0    | Арабе Унідо             |
| 22 | НП   | Абдієль Арройо     | 13 грудня 1993 (вік 23 роки)     | 26   | 3    | Данубіо                 |
| 23 | ЗХ   | Роберто Чен        | 24 травня 1994 (вік 23 роки)     | 17   | 1    | Арабе Унідо             |

### США
Головний тренер: Брюс Арена
Кенні Саєф був виключений із заявки до початку турніру через травму і замінений на Кріса Понтіуса.
| №  | Поз. | Гравець          | Дата народження (вік)            | Ігри | Голи | Клуб                 |
| -- | ---- | ---------------- | -------------------------------- | ---- | ---- | -------------------- |
| 1  | ВР   | Бред Гузан       | 9 вересня 1984 (вік 32 роки)     | 55   | 0    | Атланта Юнайтед      |
| 2  | ЗХ   | Хорхе Вільяфанья | 16 вересня 1989 (вік 27 років)   | 7    | 0    | Сантос Лагуна        |
| 3  | ЗХ   | Омар Гонсалес    | 11 жовтня 1988 (вік 28 років)    | 40   | 1    | Пачука               |
| 4  | ЗХ   | Метт Міазга      | 19 липня 1995 (вік 21 рік)       | 2    | 0    | Челсі                |
| 5  | ЗХ   | Метт Беслер      | 11 лютого 1987 (вік 30 років)    | 40   | 1    | Спортінг Канзас-Сіті |
| 6  | ПЗ   | Келін Роу        | 2 грудня 1991 (вік 25 років)     | 1    | 0    | Нью-Інгленд Революшн |
| 7  | ПЗ   | Кріс Понтіус     | 12 травня 1987 (вік 30 років)    | 2    | 0    | Філадельфія Юніон    |
| 8  | НП   | Джордан Морріс   | 26 жовтня 1994 (вік 22 роки)     | 16   | 2    | Сіетл Саундерз       |
| 9  | ПЗ   | Г'ясі Зардес     | 2 вересня 1991 (вік 25 років)    | 32   | 6    | Ел-Ей Гелексі        |
| 10 | ПЗ   | Джо Корона       | 9 липня 1990 (вік 26 років)      | 18   | 2    | Тіхуана              |
| 11 | ПЗ   | Алехандро Бедоя  | 29 квітня 1987 (вік 30 років)    | 61   | 2    | Філадельфія Юніон    |
| 12 | ВР   | Білл Гамід       | 25 листопада 1990 (вік 26 років) | 2    | 0    | Ді Сі Юнайтед        |
| 13 | ПЗ   | Декс Маккарті    | 20 квітня 1987 (вік 30 років)    | 7    | 0    | Чикаго Файр          |
| 14 | НП   | Дом Дваєр        | 30 липня 1990 (вік 26 років)     | 1    | 1    | Спортінг Канзас-Сіті |
| 15 | ЗХ   | Ерік Ліхай       | 17 листопада 1988 (вік 28 років) | 11   | 0    | Ноттінгем Форест     |
| 16 | ЗХ   | Джастін Морроу   | 4 жовтня 1987 (вік 29 років)     | 1    | 0    | Торонто              |
| 17 | ПЗ   | Крістіан Ролдан  | 3 червня 1995 (вік 22 роки)      | 0    | 0    | Сіетл Саундерз       |
| 18 | НП   | Хуан Агудело     | 23 листопада 1992 (вік 24 роки)  | 23   | 3    | Нью-Інгленд Революшн |
| 19 | ЗХ   | Грем Зусі        | 18 серпня 1986 (вік 30 років)    | 49   | 5    | Спортінг Канзас-Сіті |
| 20 | ПЗ   | Пол Арріола      | 5 лютого 1995 (вік 22 роки)      | 6    | 2    | Тіхуана              |
| 21 | ЗХ   | Метт Геджес      | 1 квітня 1990 (вік 27 років)     | 3    | 0    | Даллас               |
| 22 | ВР   | Шон Джонсон      | 31 травня 1989 (вік 28 років)    | 5    | 0    | Нью-Йорк Сіті        |
| 23 | ПЗ   | Келлін Акоста    | 24 липня 1995 (вік 21 рік)       | 9    | 1    | Даллас               |
| 24 | ВР   | Тім Говард       | 6 березня 1979 (вік 38 років)    | 115  | 0    | Колорадо Рапідз      |
| 25 | ПЗ   | Дарлінгтон Нагбе | 19 липня 1990 (вік 26 років)     | 17   | 1    | Портленд Тімберз     |
| 26 | ПЗ   | Майкл Бредлі     | 31 липня 1987 (вік 29 років)     | 133  | 17   | Торонто              |
| 27 | НП   | Джозі Алтідор    | 6 листопада 1989 (вік 27 років)  | 104  | 37   | Торонто              |
| 28 | НП   | Клінт Демпсі     | 9 березня 1983 (вік 34 роки)     | 134  | 56   | Сіетл Саундерз       |
| 29 | ВР   | Джессі Гонсалес  | 25 травня 1995 (вік 22 роки)     | 0    | 0    | Даллас               |

## Група C

### Кюрасао
Головний тренер:  Ремко Бісентіні
| №  | Поз. | Гравець            | Дата народження (вік)            | Ігри | Голи | Клуб                |
| -- | ---- | ------------------ | -------------------------------- | ---- | ---- | ------------------- |
| 1  | ВР   | Елой Ром           | 6 лютого 1989 (вік 28 років)     | 12   | 0    | Вітессе             |
| 2  | ЗХ   | Дюстлей Мюлдер     | 27 січня 1985 (вік 32 роки)      | 12   | 0    | вільний агент       |
| 3  | ЗХ   | Куко Мартіна       | 25 вересня 1989 (вік 27 років)   | 24   | 0    | вільний агент       |
| 4  | ЗХ   | Дарріл Лахман      | 11 листопада 1989 (вік 27 років) | 10   | 1    | Віллем II           |
| 5  | ЗХ   | Квентін Якоба      | 19 грудня 1987 (вік 29 років)    | 2    | 0    | Козаккен Бойз       |
| 6  | ПЗ   | Квентен Мартінус   | 7 березня 1991 (вік 26 років)    | 3    | 0    | Йокогама Ф. Марінос |
| 7  | ПЗ   | Леандро Бакуна     | 21 серпня 1991 (вік 25 років)    | 6    | 4    | Астон Вілла         |
| 8  | ПЗ   | Ярхініо Антонія    | 27 грудня 1990 (вік 26 років)    | 10   | 0    | Гоу Егед Іглс       |
| 9  | НП   | Гіно ван Кессел    | 9 березня 1993 (вік 24 роки)     | 10   | 7    | Славія (Прага)      |
| 10 | ПЗ   | Кемі Агюстін       | 20 серпня 1986 (вік 30 років)    | 10   | 0    | Глобал Себу         |
| 11 | ПЗ   | Геваро Непомюсено  | 10 листопада 1992 (вік 24 роки)  | 26   | 4    | Марітіму            |
| 12 | ЗХ   | Шенон Кармелія     | 20 березня 1989 (вік 28 років)   | 26   | 2    | Ейсселмервогелс     |
| 13 | ЗХ   | Юрієн Гарі         | 23 грудня 1993 (вік 23 роки)     | 2    | 0    | Козаккен Бойз       |
| 14 | ПЗ   | Ашар Бернардус     | 21 грудня 1985 (вік 31 рік)      | 13   | 0    | Сентро Домінгіто    |
| 15 | ЗХ   | Доріано Кортстам   | 7 липня 1994 (вік 23 роки)       | 1    | 0    | Ахіллес '29         |
| 16 | ПЗ   | Міхаел Марія       | 31 січня 1995 (вік 22 роки)      | 8    | 0    | Ерцгебірге Ауе      |
| 17 | ЗХ   | Гілліан Юстіана    | 5 березня 1991 (вік 26 років)    | 9    | 0    | Гелмонд Спорт       |
| 18 | НП   | Елсон Гой          | 1 жовтня 1991 (вік 25 років)     | 7    | 2    | Веннсюссель         |
| 19 | НП   | Рангело Янга       | 16 квітня 1992 (вік 25 років)    | 3    | 2    | Тренчин             |
| 20 | НП   | Феліциано Зхюссхен | 24 січня 1992 (вік 25 років)     | 9    | 8    | Саарбрюкен          |
| 21 | ЗХ   | Айртон Статі       | 22 липня 1994 (вік 22 роки)      | 5    | 0    | Осс                 |
| 22 | ВР   | Жаїрзіньйо Пітер   | 11 листопада 1987 (вік 29 років) | 12   | 0    | Сентро Домінгіто    |
| 23 | ВР   | Ровенді Сумтер     | 19 березня 1988 (вік 29 років)   | 7    | 0    | Схерпенгевел        |

### Сальвадор
Головний тренер:  Едуардо Лара
Ірвін Еррера був виключений із заявки команди напередодні турніру через травму і замінений на Едвіна Санчеса.
| №  | Поз. | Гравець          | Дата народження (вік)          | Ігри | Голи | Клуб               |
| -- | ---- | ---------------- | ------------------------------ | ---- | ---- | ------------------ |
| 1  | ВР   | Оскар Арройо     | 28 січня 1990 (вік 27 років)   | 5    | 0    | Альянса            |
| 2  | ЗХ   | Мільтон Моліна   | 2 лютого 1989 (вік 28 років)   | 28   | 0    | Ісідро Метапан     |
| 3  | ЗХ   | Роберто Домінгес | 9 травня 1997 (вік 20 років)   | 10   | 0    | Санта-Текла        |
| 4  | ЗХ   | Генрі Ромеро     | 17 вересня 1991 (вік 25 років) | 19   | 1    | Альянса            |
| 5  | ЗХ   | Іван Мансія      | 1 травня 1989 (вік 28 років)   | 6    | 0    | Альянса            |
| 6  | ПЗ   | Річард Менхівар  | 31 жовтня 1990 (вік 26 років)  | 36   | 1    | Нью-Йорк Космос    |
| 7  | ПЗ   | Дарвін Серен     | 31 грудня 1989 (вік 27 років)  | 41   | 2    | Сан-Хосе Ерсквейкс |
| 8  | ПЗ   | Деніс Пінеда     | 10 серпня 1995 (вік 21 рік)    | 11   | 1    | Санта-Клара        |
| 9  | НП   | Нельсон Бонілья  | 11 вересня 1990 (вік 26 років) | 33   | 10   | Газіантеп          |
| 10 | ПЗ   | Херсон Маєн      | 9 лютого 1989 (вік 28 років)   | 23   | 1    | Санта-Текла        |
| 11 | НП   | Родольфо Селая   | 3 липня 1988 (вік 29 років)    | 41   | 19   | Альянса            |
| 12 | ПЗ   | Нарсісо Орельяна | 28 січня 1995 (вік 22 роки)    | 9    | 0    | Альянса            |
| 13 | ЗХ   | Александер Ларін | 27 червня 1992 (вік 25 років)  | 44   | 4    | Хуарес             |
| 14 | ПЗ   | Андрес Флорес    | 31 серпня 1990 (вік 26 років)  | 57   | 0    | Нью-Йорк Космос    |
| 15 | ПЗ   | Хуніор Бургос    | 14 серпня 1988 (вік 28 років)  | 7    | 1    | Рено 1868          |
| 16 | ПЗ   | Оскар Серен      | 26 жовтня 1991 (вік 25 років)  | 15   | 1    | Альянса            |
| 17 | ПЗ   | Віктор Гарсія    | 15 червня 1995 (вік 22 роки)   | 1    | 0    | Агіла              |
| 18 | ВР   | Дербі Карільйо   | 19 вересня 1987 (вік 29 років) | 14   | 0    | Вестманнаейя       |
| 19 | НП   | Едвін Санчес     | 21 лютого 1990 (вік 27 років)  | 16   | 2    | Агіла              |
| 20 | НП   | Гарольд Алас     | 19 вересня 1989 (вік 27 років) | 1    | 0    | Санта-Текла        |
| 21 | ЗХ   | Браян Тамакас    | 21 лютого 1995 (вік 22 роки)   | 9    | 0    | Санта-Текла        |
| 22 | ВР   | Бенхі Вільялобос | 15 липня 1988 (вік 28 років)   | 13   | 0    | Агіла              |
| 23 | ЗХ   | Рубен Маррокін   | 10 травня 1992 (вік 25 років)  | 0    | 0    | Альянса            |

### Ямайка
Головний тренер: Теодор Вітмор
Девер Орджилл був виключений із заявки збірної напередодні турніру через травму і замінений на Шона Френсіса
| №  | Поз. | Гравець          | Дата народження (вік)            | Ігри | Голи | Клуб                  |
| -- | ---- | ---------------- | -------------------------------- | ---- | ---- | --------------------- |
| 1  | ВР   | Андре Блейк      | 21 листопада 1990 (вік 26 років) | 23   | 0    | Філадельфія Юніон     |
| 2  | ЗХ   | Росаріо Герріотт | 26 вересня 1989 (вік 27 років)   | 6    | 0    | Гарбор В'ю            |
| 3  | ЗХ   | Деміон Лоу       | 5 травня 1993 (вік 24 роки)      | 4    | 1    | Тампа-Бей Роудіс      |
| 4  | ЗХ   | Ледейл Річі      | 31 травня 1988 (вік 29 років)    | 3    | 0    | Монтего-Бей Юнайтед   |
| 5  | ЗХ   | Алвас Павелл     | 18 липня 1994 (вік 22 роки)      | 27   | 2    | Портленд Тімберз      |
| 6  | ЗХ   | Серджіо Кемпбелл | 16 січня 1992 (вік 25 років)     | 3    | 0    | Піттсбург Рівергаундс |
| 7  | НП   | Шон Френсіс      | 2 жовтня 1986 (вік 30 років)     | 10   | 2    | Сан-Хосе Ерсквейкс    |
| 8  | ЗХ   | Оніл Фішер       | 22 листопада 1991 (вік 25 років) | 5    | 0    | Сіетл Саундерз        |
| 9  | ПЗ   | Юен Грандісон    | 28 січня 1991 (вік 26 років)     | 5    | 0    | Портмор Юнайтед       |
| 10 | НП   | Даррен Меттокс   | 2 червня 1990 (вік 27 років)     | 36   | 12   | Портленд Тімберз      |
| 11 | НП   | Корі Берк        | 28 грудня 1991 (вік 25 років)    | 5    | 2    | Бетлехем Стіл         |
| 12 | ПЗ   | Майкл Біннс      | 12 серпня 1988 (вік 28 років)    | 8    | 0    | Портмор Юнайтед       |
| 13 | ВР   | Двейн Міллер     | 14 липня 1987 (вік 29 років)     | 38   | 0    | Сиріанска             |
| 14 | НП   | Шамар Ніколсон   | 16 березня 1997 (вік 20 років)   | 2    | 0    | Бойз Таун             |
| 15 | ПЗ   | Джи-Вон Вотсон   | 22 жовтня 1983 (вік 33 роки)     | 63   | 3    | Нью-Інгленд Революшн  |
| 16 | НП   | Джермейн Джонсон | 25 червня 1980 (вік 37 років)    | 68   | 9    | Тіволі Гарденс        |
| 17 | ПЗ   | Кевон Ламберт    | 22 березня 1997 (вік 20 років)   | 1    | 0    | Монтего-Бей Юнайтед   |
| 18 | ПЗ   | Овейн Гордон     | 8 жовтня 1991 (вік 25 років)     | 5    | 0    | Монтего-Бей Юнайтед   |
| 19 | ПЗ   | Рікардо Морріс   | 11 лютого 1992 (вік 25 років)    | 3    | 0    | Портмор Юнайтед       |
| 20 | ЗХ   | Кемар Лоуренс    | 17 вересня 1992 (вік 24 роки)    | 36   | 2    | Нью-Йорк Ред Буллз    |
| 21 | ЗХ   | Джермейн Тейлор  | 14 січня 1985 (вік 32 роки)      | 91   | 0    | Міннесота Юнайтед     |
| 22 | НП   | Ромаріо Вільямс  | 15 серпня 1994 (вік 22 роки)     | 3    | 0    | Чарлстон Беттері      |
| 23 | ВР   | Деміон Гаєтт     | 23 грудня 1985 (вік 31 рік)      | 0    | 0    | Арнетт Гарденс        |

### Мексика
Головний тренер:  Луїс Помпіліо Паєс
Алан Пулідо був виключений із заявки збірної напередодні турніру через травму і замінений на Еріка Торреса
| №  | Поз. | Гравець           | Дата народження (вік)          | Ігри | Голи | Клуб           |
| -- | ---- | ----------------- | ------------------------------ | ---- | ---- | -------------- |
| 1  | ВР   | Хосе Корона       | 26 січня 1981 (вік 36 років)   | 44   | 0    | Крус Асуль     |
| 2  | ЗХ   | Луїс Родрігес     | 21 січня 1991 (вік 26 років)   | 3    | 0    | УАНЛ Тигрес    |
| 3  | ЗХ   | Хаїр Перейра      | 7 липня 1986 (вік 31 рік)      | 3    | 0    | Гвадалахара    |
| 4  | ЗХ   | Уго Аяла          | 31 березня 1987 (вік 30 років) | 31   | 0    | УАНЛ Тигрес    |
| 5  | ПЗ   | Хесус Моліна      | 29 березня 1988 (вік 29 років) | 24   | 0    | Монтеррей      |
| 6  | ЗХ   | Едсон Альварес    | 24 жовтня 1997 (вік 19 років)  | 1    | 0    | Америка        |
| 7  | ПЗ   | Орбелін Пінеда    | 24 березня 1996 (вік 21 рік)   | 9    | 0    | Гвадалахара    |
| 8  | ПЗ   | Ерік Гутьєррес    | 15 червня 1995 (вік 22 роки)   | 4    | 0    | Пачука         |
| 9  | НП   | Ерік Торрес       | 19 січня 1993 (вік 24 роки)    | 4    | 1    | Х'юстон Динамо |
| 10 | НП   | Мартін Барраган   | 14 липня 1991 (вік 25 років)   | 2    | 0    | Некакса        |
| 11 | ПЗ   | Еліас Ернандес    | 29 квітня 1988 (вік 29 років)  | 16   | 3    | Леон           |
| 12 | ВР   | Мігель Фрага      | 3 вересня 1987 (вік 29 років)  | 0    | 0    | Атлас          |
| 13 | ЗХ   | Сесар Монтес      | 24 лютого 1997 (вік 20 років)  | 0    | 0    | Монтеррей      |
| 14 | ЗХ   | Едгардо Марін     | 21 лютого 1993 (вік 24 роки)   | 4    | 0    | Гвадалахара    |
| 15 | ПЗ   | Родольфо Пісарро  | 15 лютого 1994 (вік 23 роки)   | 8    | 2    | Гвадалахара    |
| 16 | ПЗ   | Хорхе Ернандес    | 10 червня 1989 (вік 28 років)  | 2    | 0    | Пачука         |
| 17 | ЗХ   | Рауль Лопес       | 23 лютого 1993 (вік 24 роки)   | 4    | 0    | Пачука         |
| 18 | ПЗ   | Хесус Гальярдо    | 14 серпня 1994 (вік 22 роки)   | 9    | 0    | УНАМ Пумас     |
| 19 | НП   | Анхель Сепульведа | 15 лютого 1991 (вік 26 років)  | 4    | 1    | Монаркас       |
| 20 | ПЗ   | Хесус Дуеньяс     | 16 березня 1989 (вік 28 років) | 19   | 1    | УАНЛ Тигрес    |
| 21 | ЗХ   | Луїс Реєс         | 3 квітня 1991 (вік 26 років)   | 6    | 0    | Атлас          |
| 22 | ЗХ   | Алехандро Майорга | 29 травня 1997 (вік 20 років)  | 0    | 0    | Гвадалахара    |
| 23 | ВР   | Мойсес Муньйос    | 1 лютого 1980 (вік 37 років)   | 18   | 0    | Пуебла         |

## Статистика

### За клубною приналеженістю
| Гравців | Країна |
| ------- | --- |
| 53      | США |
| 30      | Мексика |
| 19      | Нікарагуа |
| 17      | Гондурас |
| 16      | Канада, Мартиніка |
| 15      | Сальвадор |
| 14      | Франція |
| 13      | Коста-Рика |
| 10      | Ямайка |
| 9       | Нідерланди |
| 8       | Англія, Французька Гвіана, Панама |
| 5       | Португалія |
| 3       | Колумбія, Кюрасао, Іспанія |
| 2       | Німеччина, Гватемала, Ісландія, Італія, Польща, Словаччина, Швейцарія, Уругвай                                                         |
| 1       | Болгарія, КНР, Чехія, Данія, Греція, Угорщина, Індія, Японія, Перу, Філіппіни, Шотландія, Швеція, Таїланд, Туреччина, Венесуела, Уельс |